# Pseudolampona
Pseudolampona es un género de arañas araneomorfas de la familia Lamponidae. Se encuentra en Australia. 

## Lista de especies
Según The World Spider Catalog 12.0:
- Pseudolampona binnowee Platnick, 2000
- Pseudolampona boree Platnick, 2000
- Pseudolampona emmett Platnick, 2000
- Pseudolampona glenmore Platnick, 2000
- Pseudolampona jarrahdale Platnick, 2000
- Pseudolampona kroombit Platnick, 2000
- Pseudolampona marun Platnick, 2000
- Pseudolampona spurgeon Platnick, 2000
- Pseudolampona taroom Platnick, 2000
- Pseudolampona warrandyte Platnick, 2000
- Pseudolampona woodman Platnick, 2000
- Pseudolampona wyandotte Platnick, 2000